# Benoît Langendries
Pour les articles homonymes, voir Langendries.
Benoît Langendries, né le 29 novembre 1978 à Braine-le-Comte est un homme politique belge, membre du Centre démocrate humaniste. Il est le fils cadet de l'ancien bourgmestre de Tubize Raymond Langendries.
Il est Gradué en Marketing (EPHEC) ; employé de banque chez ING ; marketing au sein du club de football de l'AFC Tubize.

## Carrière politique
- Conseiller provincial du Brabant wallon (2001-2004).
- Député wallon et de la Communauté française de 2004 à 2014 en suppléance de André Antoine, ministre.